# 2-й Азовський корпус (РПАУ)
2-й Азовський корпус — військове формування Революційної повстанської армії України, один із 4 корпусів, який був створений 1 вересня 1919 року та проіснував до 1920 року.

## Історія
1 вересня 1919 року в Добровеличківці відбулися збори повстанців, на яких від кожного полку було обрано делегата. На зборах обговорювали питання подальшого політичного існування махновщини як самостійного організму. Також обговорювалося питання реорганізації повстанських полків у єдину армію, яка була б ефективною у партизанській війні. На зборах було обрано Реввійськраду армії, штаб Повстанської Армії. Повстанські полки на чолі із Н. Махно офіційно було названо «Революційною Повстанською Армією України». Відповідальним за організацію армії був Віктор Федорович Белаш. Белаш розробив структуру РПАУ, яку було затверджено Реввійськрадою армії: РПАУ складається з чотирьох корпусів — трьох діючих та одного резервного. Корпус із полків, полки з батальйонів та дивізіонів; батальйони та дивізіони з рот та сотень; роти та сотні зі взводів; взводи з напіввзводів.
На чолі 1-го Донецького корпусу було призначено Вдовиченка.
27 вересня 1919 року 2-й корпус взяв участь у бою під Перегонівкою, в якому махновці здобули перемогу. 28 вересня 1919 р. Махно ухвалив рішення про глибокий рейд на Катеринославщину, в якому також брав участь 2-й корпус. У свій рейд Повстанська армія Махна вирушила похідним порядком трьома основними колонами. Піхота на тачанках та кавалерія щоденно здійснювали переходи у 80-90 верст. Згідно з наказом стосовно армії, права, яку становили піхотні частини 2-го корпусу, висувалися на 315 верст через Піщаний Брід -Рівне-Софіївку-Зобринець-Долинську- Кривий Ріг — Апостолово — Нікополь.
8 жовтня корпус зайняв Бердянськ, 9-го — Приморськ, Осипенко, 14-го зайняв Маріуполь, звідси Вдовиченко вислав 2-у кавбригаду для захоплення Таганрога. До вечора 16 жовтня 2-а кавбригада зайняла Новоазовськ, що на 65 верст західніше від Таганрога. На той час від Маріуполя до ст. Карані піхотою Вдовиченко було зайнято лінію залізниці, і вівся наступ на Волноваху, де була сильна білогвардійська група, що охороняла артбазу.
24 жовтня 1919 року командир корпусу Вдовиченко видає наказ № 1 «Волосним і сільським Радам, іншим організаціям та владі про арешт дезертирів, що залишили Повстанську армію».
11 січня 1920 року під його керівництвом на зборах командирів у Гуляйполі було вирішено направити 2-й корпус до Бердянського та Маріупольського повітів, де було наказано їх розпустити.
У Маріупольському повіті навесні 1920 року рейдували формування Ф. Кожина чисельністю у 100 шабель з 30 кулеметами на тачанках, та формування Маскалевського у 500 кавалеристів, зібрані із залишків 2-го корпусу.

## Склад
- 1-а кавбригада:
- 2-а кавбригада:

4-й Новоспасівський полк.
6-й Маріупольський полк
- 3-я кавбригада

## Бійці
- Козаков — у жовтні 1919 р. — ад'ютант командира 6-го Маріупольського полку, на початку листопада 1919 р. польовий ад'ютант 2-го Азовського корпусу Вдовиченка.
- Ковальов А. — у грудні 1919 р. тимчасово виконуючий обов'язки начальника штабу 2-го Азовського корпусу.
- Миронов — начальник штабу 2-го корпусу Азовської групи.